# Neohydrocoptus garambanus
Neohydrocoptus garambanus is een keversoort uit de familie diksprietwaterkevers (Noteridae). De wetenschappelijke naam van de soort werd in 1958 gepubliceerd door Félix Guignot.